# Герань
Гера́нь, или жураве́льник (лат. Geranium) — род семейства Гераниевые. Всего известно более 400 видов трав и полукустарников, рассеянных по всему миру (в тропическом поясе — только в горах). Цветки имеют пять лепестков и окрашены в белый, розовый, фиолетовый или синий цвет, часто с характерными прожилками.
Ряд видов культивируется. Размножение полузрелыми черенками летом, семенами или делением осенью или весной.

## Название
Название рода произошло от др.-греч. γέρανος — «журавль»: плодики герани напоминают клюв журавля.
В Германии герань называют Storchschnäbel, что переводится как «аистиный клюв», в Англии и США — Cranesbill, в переводе "журавлиный клюв".
В русскоязычном ресурсах по цветоводству геранью часто ошибочно называют некоторые виды и сорта Пеларгонии — другой род из того же семейства Гераниевые.

## Ботаническое описание
Листья на черешках, рассечены весьма различно, пальчатораздельные или пальчатолопастные, редко перистые с тремя—пятью листочками. Листья многих видов мягковолосистые.
Цветоносы с одним—тремя цветками. Цветки правильные, крупные и красивые, из пятилистной распростёртой чашечки и пяти одинаковых почти круглых лепестков венчика, тоже распростёртых почти в плоскость; окраска их белая, пурпурная, синяя и фиолетовая разных оттенков. Тычинок десять, обычно все с пыльниками.
Плод представляет собой модифицированную коробочку с сохраняющимися чашелистиками — стеригму, которая раскрывается от нижней части к верхней.

## Классификация

### Таксономия
Geranium  L., 1753, Sp. Pl. : 676
Род Герань относится к семейству Гераниевые (Geraniaceae) порядка Гераниецветные (Geraniales). Таксономическая схема в соответствии с Системой APG IV по состоянию на декабрь 2023 года:
|  |                          |  |                                   |                                   |                      |  | еще 6 семейств |             |             |                                                              |
|  |                          |  |                                   |                                   |                      |  |                |             |             | 359 подтвержденных видов и 144 вида, ожидающих подтверждения |
|  |                          |  |                                   | порядок Гераниецветные            |                      |  |                |             | род Герань  |                                                              |
|  |                          |  |                                   | порядок Гераниецветные            |                      |  |                |             | род Герань  |                                                              |
|  | клада Цветковые растения |  |                                   |                                   | семейство Гераниевые |  |                |             |             |                                                              |
|  | клада Цветковые растения |  |                                   |                                   |                      |  |                |             |             |                                                              |
|  |                          |  | ещё 63 порядка цветковых растений | ещё 63 порядка цветковых растений |                      |  |                | еще 6 родов | еще 6 родов |                                                              |
|  |                          |  |                                   | ещё 63 порядка цветковых растений |                      |  |                |             | еще 6 родов |                                                              |

### Виды
На территории России насчитывается до 40 видов. Чаще всего в северной и средней России встречаются:
- Герань луговая (Geranium pratense L.)typus — со светло-фиолетовыми цветками.
- Герань болотная (Geranium palustre L.) — с пурпуровыми цветками.
- Герань лесная (Geranium sylvaticum L.).
- Герань кроваво-красная (Geranium sanguineum L.) — с маленькими лапчатыми листьями и кроваво-красными цветками. Растёт по открытым склонам, луговым степям, опушкам, особенно на известняках, в остепнённых борах.
- Герань маленькая (Geranium pusillum L.) — с мелкими бледно-лиловыми цветками. Широко распространённое растение, встречающееся вдоль дорог, по окраинам полей, в садах, в посевах.
- Герань волосистоцветковая (Geranium erianthum DC.) распространена в умеренной зоне северной части Тихого океана.

### Синонимы
- Geranion St.-Lag.
- Geraniopsis J.Chrtek
- Neurophyllodes (A.Gray) O.Deg.
- Robertiella Hanks
- Robertium Picard

## Экология
Герани поедаются личинками некоторых видов чешуекрылых, в том числе златогузкой, тонкопрядом хмелевым и мышиной молью. По крайней мере у нескольких видов герани обнаружена гинодиэция: на одном растении встречаются женские и обоеполые цветки. Вид Герань липкая считается протоплотоядным.

## В культуре
В Европе герань была введена в культуру в XVII веке; в России появилась в начале XVIII века и получила широкое распространение в начале XIX века, когда русские ботаники начали активное изучение флоры Кавказа.
Распространённые в культуре и устойчивые к климатическим условиям средней полосы России виды:
- Высокие герани (достигающие высоты 50 см и более)
  - Geranium palustre — Герань болотная
  - Geranium ×magnificum — Герань великолепная
  - Geranium ibericum — Герань грузинская
  - Geranium phaeum — Герань красно-бурая
  - Geranium sanguineum — Герань кровяно-красная
  - Geranium sylvaticum — Герань лесная
  - Geranium pratense — Герань луговая
  - Geranium psilostemon — Герань мелкотычинковая, или армянская
  - Geranium platypetalum — Герань плосколепестная
  - Geranium endressii — Герань Эндриса
- Низкие герани (высота куста, как правило менее 50 см)
  - Geranium himalayense — Герань гималайская, или крупноцветковая
  - Geranium dalmaticum — Герань далматская
  - Geranium macrorrhizum — Герань крупнокорневищная
  - Geranium cinereum — Герань пепельная
  - Geranium renardii — Герань Ренарда
  - Geranium robertianum — Герань Роберта

Вышеперечисленные виды, за исключением герани Роберта, могут произрастать на одном месте без деления и пересадки 8—15 лет. Признаки старения (отмирание середины куста) начинают проявляться на 6—7 год.
Сроки цветения (для средней полосы России):
- Цветки распускаются в конце мая, цветение 20—30 дней: Герань крупнокорневищная, гималайская, красно-бурая, лесная.
- Цветки распускаются в середине июня, цветение 40—45 дней: Герань мелкотычинковая, грузинская, Эндриса, плосколепестная, Роберта, кровяно-красная.
- Цветки распускаются в начале июля, цветение 30—40 дней: Герань великолепная, болотная, далматская, Ренарда, луговая.
- Цветки распускаются в конце июля, цветение 30—40 дней: Герань пепельная.

Виды гераней с красивой (жёлтой или красноватой) окраской осенней листвы: Герань Роберта, грузинская, плосколепестная, крупнокорневищная, мелкотычинковая. Вечнозелёные виды: Герань кровяно-красная, красно-бурая.
Светолюбивые виды: Герань великолепная, гималайская, грузинская, далматская, Эндриса, мелкотычинковая, крупнокорневищная, Ренарда, плосколепестная. Теневыносливые виды: Герань кровяно-красная, луговая, болотная. Тенелюбивые виды: Герань красно-бурая, Роберта, лесная.
Засухоустойчивые виды: Герань далматская, пепельная, Ренарда, крупнокорневищная.

### Некоторые сорта гибридного происхождения
- 'Patricia'
- 'Nimbus'
- 'Brookside'
- 'Ann Folkard'

### Выращивание
Размножение семенами и вегетативно. Семена рекомендуется высевать под зиму или в апреле. Прорастание происходит в мае. На постоянное место обычно высаживают двухлетние растения. Расстояние между кустами около 40 см.
Сортовые герани во избежание расщепления признаков рекомендуется размножать вегетативно, посредством деления корневищ ранней весной или в конце лета.
Почва предпочтительна рыхлая, хорошо дренированная, плодородная. Большинство видов растёт на кислых, слабокислых и нейтральных почвах. Кальцефилы: Герань кровяно-красная, далматская, пепельная, Эндриса, Ренарда.

## В астрономии
В честь герани назван астероид (1227) Гераниум, открытый 5 октября 1931 года немецким астрономом Карлом Райнмутом в Гейдельбергской обсерватории.

## Галерея
- Герань рассекающая
- Герань пятнистая[англ.]
- Герань платипеталум[англ.]
- Герань кроваво-красная
- Герань луговая
- Герань Роберта
- Герань мадеренс[англ.]
- Герань пятнистая[англ.]
- Древесная герань[англ.]